# Based on a True Story
Based on a True Story is het negende studioalbum van de Amerikaanse punkband Sick of It All. Het album werd opgenomen in 2009 in de Starstruck Studio in Kopenhagen en werd uiteindelijk uitgegeven op 20 april 2010 via Century Media Records. Het album is meerdere keren heruitgegeven.

## Nummers
1. "Death or Jail" - 2:51
2. "The Divide" - 2:50
3. "Dominated" - 2:09
4. "A Month of Sundays" - 2:34
5. "Braveheart" - 0:45
6. "Bent Outta Shape" - 1:53
7. "Lowest Common Denominator" - 2:18
8. "Good Cop" - 2:28
9. "Lifeline" - 2:34
10. "Watch It Burn" - 2:34
11. "Waiting for the Day" - 2:25
12. "Long as She's Standing" - 2:34
13. "Nobody Rules" - 2:39
14. "Dirty Money" - 2:57

## Band
- Lou Koller - zang
- Pete Koller - gitaar
- Craig Setari - basgitaar
- Armand Majidi - drums